# Chrám svatého Izáka
Chrám svatého Izáka (finsky Iisakin kirkko) je román finského spisovatele Kariho Hotakainena. Poprvé vyšel roku 2004, do češtiny byl přeložen v roce 2007.

## Obsah
Tématem románu jsou tři důležitá tabu finské společnosti: stáří, víra a Rusko. Kniha popisuje vztah otce a dospělého syna. Starý otec, kterého postihlo krvácení do mozku, ale je včas zachráněn, se pomalu zotavuje v nemocnici a rozhodne se jet za svým synem do Petrohradu. Syn tam totiž pozlacuje kupoli Chrámu svatého Izáka. Otec se se synem dlouhou dobu vůbec nebavil kvůli odlišným názorům – syn se stal věřícím, zatímco otec je zapřisáhlý ateista. Tato zdánlivá maličkost přinesla do jejich života svár. Otec si představoval svého syna jako někoho jiného, zprvu se ho snaží přesvědčit o své pravdě: „Bůh není. Po smrti nic nepřijde. Ke všemu dojde předtím.“ Na sklonku života je schopen se smířit s jeho životní volbou a usmíří se. 

## Česká vydání
- Chrám svatého Izáka. Překlad Vladimír Piskoř. Praha: Dybbuk, 2007. ISBN 978-808-6862-330.